# TMC3
TMC3‏ (Transmembrane channel like 3) هوَ بروتين يُشَفر بواسطة جين TMC3 في الإنسان.